# Pod ostrzałem (film 1983)
Pod ostrzałem – amerykański film wojenny z 1983 roku.

## Fabuła
Russell Price jest cenionym fotoreporterem. Wraz z redaktorem Alexem i dziennikarką Claire udaje się do Nikaragui w czasie wojny domowej. Dzięki człowiekowi, który podaje się za amerykańskiego szpiega, docierają do obozu partyzantów i udaje im się zrobić kilka zdjęć. Później ginie wódz partyzantów. Jego ludzie proszą Price’a, żeby sfotografował zmarłego w taki sposób, aby wyglądał jak żywy. Zrobienie fałszywych zdjęć przynosi nieprzewidziane konsekwencje.

## Główne role
- Nick Nolte – Russell Price
- Ed Harris – Oates
- Gene Hackman – Alex Grazier
- Joanna Cassidy – Claire
- Alma Martínez – Isela

i inni

## Nagrody i nominacje
Oscary za rok 1983
- Najlepsza muzyka - Jerry Goldsmith (nominacja)

Złote Globy 1983
- Najlepszy aktor drugoplanowy - Gene Hackman (nominacja)
- Najlepsza muzyka - Jerry Goldsmith (nominacja)

Nagrody BAFTA 1984
- Najlepszy montaż - John Bloom, Mark Conte (nominacja)